# Woiwodschaft Chełm
Die Woiwodschaft Chełm war in den Jahren 1975 bis 1998 eine polnische Verwaltungseinheit. Im Zuge einer Verwaltungsreform, die am 1. Januar 1999 in Kraft trat, ging sie in der heutigen Woiwodschaft Lublin auf. Die Hauptstadt war Chełm.
Bedeutende Städte waren (Einwohnerzahlen von 1995):
- Chełm (69.100)
- Krasnystaw (20.600)